# Tommy Moe
Thomas Sven Moe, mais conhecido como Tommy Moe (Missoula, 17 de fevereiro de 1970), é um ex-corredor de esqui alpino norte-americano. Medalha de ouro e prata olímpica em 1994, ele se especializou nas provas de velocidade de downhill e super G.